# Kultura janisławicka
Kultura janisławicka – późnomezolityczna kultura, zwana również cyklem wiślańskim. Niekiedy bywa określana technokompleksem/kręgiem janisławickim. W tym ostatnim ujęciu grupy wchodzące w skład Janisławicienu traktowane są jak kultury. Nazwa jednostki kulturowej związana jest z miejscowością Janisławice koło Skierniewic.

## Kryteria wydzielenia
Pojęcie „kultura janisławicka” wprowadził Stefan Karol Kozłowski w 1964 roku na podstawie materiałów z trzech stanowisk. Wcześniej nie wydzielano tej jednostki, chociaż publikacja wyników badań grobu w Janisławicach nastąpiła dziesięć lat wcześniej (sam grób eksplorowano w 1936 r.). Na początku lat 70. XX w. znano już 10 zespołów homogenicznych. Szybki przyrost materiałów janisławickich na znacznie szerszym terytorium, zwłaszcza na wschodzie, spowodował pojawienie się koncepcji kręgu janisławickiego. Elementy kręgu:
- kultura janisławicka właściwa – Polska centralna i południowa;
- kultura rudoostrowska (zwana niekiedy dniepro-prypecką) – północna Ukraina;
- kultura Maksymonis (zwana niekiedy północno-janisławicką) – północno-zachodnia Białoruś, południowo-zachodnia Litwa, północno-wschodnia Polska.

To zagmatwanie taksonomiczne doprowadziło do powstania kolejnej nazwy, odcinającej się od tych podziałów, mianowicie „janisławicienu”.

## Chronologia, geneza i zanik
Rozwój owej jednostki kulturowej wyznaczają daty od ok. 6 do ok. 5 tys. lat p.n.e. Powstanie tej kultury nie jest do końca poznane, jednak wskazuje się na wschodnią proweniencję. Próbuje się doszukiwać powiązań z kulturą Montbani i kastelnowską. Zanik k. janisławickiej spowodowany był rozwojem kultur neolitycznych, co zapewne wiązało się z powolnym przechodzeniem społeczności na gospodarkę wytwórczą. Chronologia tej kultury mocno zazębia się z obecnością neolitycznych kultur pochodzenia naddunajskiego. Charakter tej współegzystencji, choć ciekawy, nie jest jeszcze poznany.

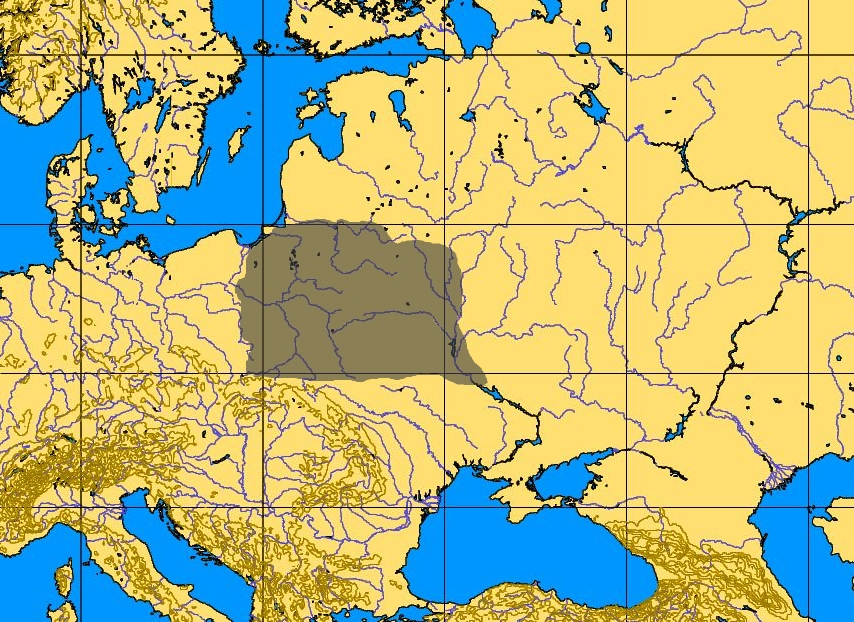
Zasięg kultury janisławickiej

## Obszar występowania i kontekst kulturowy
Zespół zjawisk kulturowych utożsamianych z omawianą kulturą obejmował swym zasięgiem obszary pokryte lasostepem i lasem czyli tereny od górnego Podnieprza aż po górną i środkową Wisłę. Jednak elementy janisławickie występują znacznie szerzej, poza zwartym zasięgiem. Na Śląsku i w Wielkopolsce oraz na Kujawach występują w kontekście kultury chojnicko-pieńkowskiej. Na wschodzie dochodzą do Siewierskiego Dońca, na północy po Dźwinę, gdzie mieszają się z grupami kundajskimi.

## Charakterystyczne wytwory kulturowe

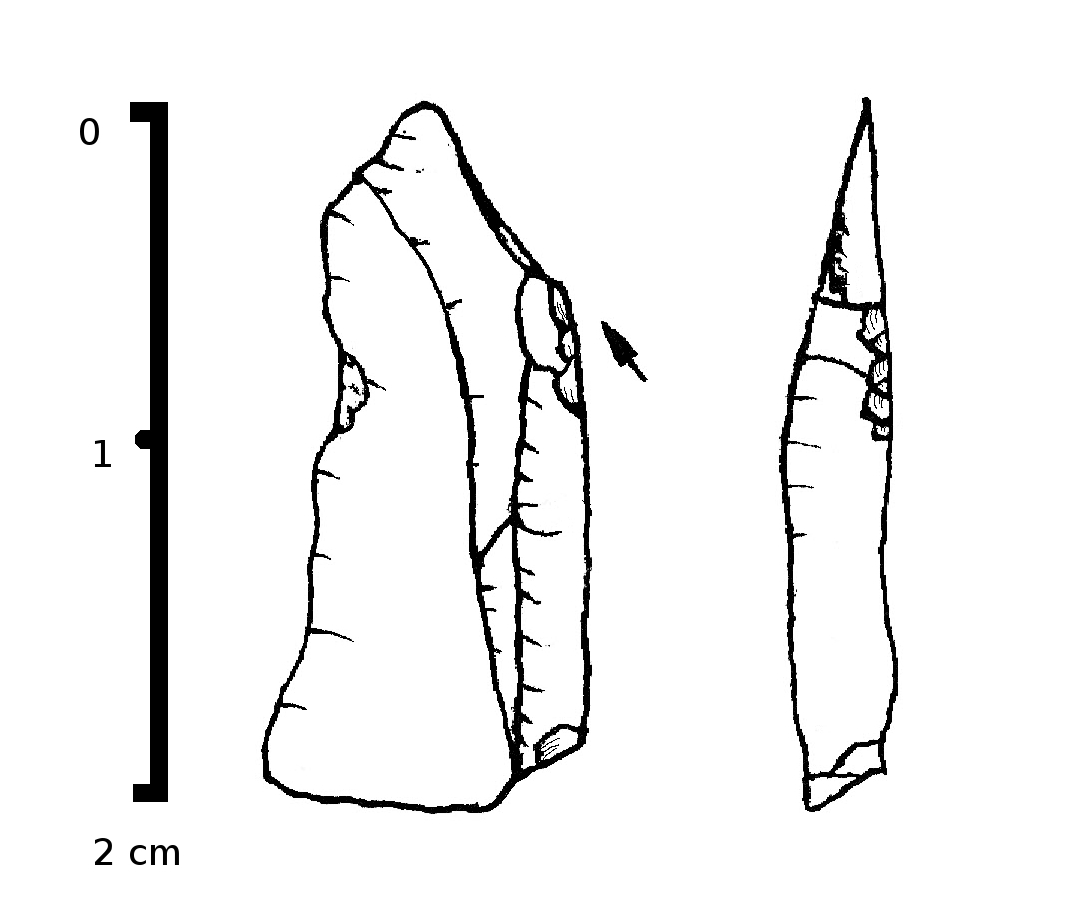
Zbrojnik janisławicki

Technologia wiórowa, wióry są regularne i masywniejsze niż w innych kulturach mezolitycznych. Rdzenie stożkowate i podstożkowate. Przy wyrobie zbrojników stosowano technikę rylcowczą oraz łamanie półsurowca.
Narzędzia: skrobacze wielorakie, niekiedy drapacze, rylce, przekłuwacze. Zbrojniki: ostrza janisławickie (zwane ostrzami typu Wieliszew), trójkąty, trapezy i półtylczaki wiórowe
Inwentarz kościany: ostrza z dwiema pazami zbrojonymi wiórkami; sztylety z łopatek tura; noże-skrobacze z kłów dzika.

## Osadnictwo
Obozowiska, przeważnie kilkuszałasowe, zakładano na wydmach oraz terasach rzecznych. Ze stanowiska Grzybowa Góra XVIII/59 znana jest jama z paleniskiem, natomiast obok niej znaleziono skupisko rdzeni i obłupni – tzw. skarb.

## Obrządek pogrzebowy i wierzenia
Stanowisko eponimiczne dla tej kultury, łączy się ze znaleziskiem grobowym. Zmarłego złożono w pozycji siedzącej i posypano ochrą. Prawdopodobnie czerwona barwa miał symbolizować krew – życie. Pochówek zawierał rdzenie i obłupień (krzemień czekoladowy), 21 zbrojników (układ sugeruje pęk strzał), wióry, tłuczek kamienny oraz przedmioty rogowe, kościane oraz z kłów dzika. Naszyjnik zawierały także dwa groby z Pierkunowa gm. Giżycko, gdzie również użyto ochry. Zmarłych pochowano w pozycji leżącej.

## Gospodarka i społeczeństwo
Gospodarka kultury janisławickiej miała charakter typowo mezolityczny, gdyż poświadczone jest stosowanie przez ludność tej kultury łowiectwa, rybołówstwa i zbieractwa.
Ludność janisławicka preferowała krzemień dobrej jakości. Na stanowiskach polskich jest to w większości krzemień czekoladowy, eksploatowany sposobem górniczym (kopalnia w Tomaszowie gm. Orońsko). Podobnie jak ochra w okolicach Grzybowej Góry (Rydno). Obydwa surowce były wydobywane i eksportowane na znaczne nieraz odległości.